# Thirty Years of Maximum R&B Live
Thirty Years of Maximum R&B Live je kompilační video anglické rockové kapely The Who z roku 1994. Obsahuje živá vystoupení z let 1965-1989 a rozhovory s členy kapely Rogerem Daltreym, Johnem Entwistlem a Petem Townshendem. Čtyřdiskový kompilační boxset Thirty Years of Maximum R&B byl vydán téhož roku.

## Seznam skladeb
1. "Anyway, Anyhow, Anywhere" (Richmond Athletic Grounds, 1965)
2. "So Sad About Us" (Marquee Club, 1967)
3. "A Quick One, While He’s Away" (Monterey Pop Festival, 1967)
4. "Happy Jack" (London Coliseum, 1969)
5. "Heaven and Hell" (Tanglewood Music Shed, 1970)
6. "I Can't Explain" (Tanglewood Music Shed, 1970)
7. "Water" (Tanglewood Music Shed, 1970)
8. "Young Man Blues" (Isle of Wight Festival, 1970)
9. "I Don’t Even Know Myself" (Isle of Wight Festival, 1970)
10. "My Generation" (Voorburg, 1973)[1]
11. "Substitute" (Charlton Athletic Football Grounds, 1974)
12. "Drowned" (Charlton Athletic Football Grounds, 1974)
13. "Bell Boy" (Charlton Athletic Football Grounds, 1974)
14. "My Generation Blues" (Charlton Athletic Football Grounds, 1974)
15. "Dreaming from the Waist" (Richfield Coliseum, 1975)
16. "Sister Disco" (Shepperton Studios, 1979)
17. "Who Are You" (Shepperton Studios, 1979)
18. "5:15" (International Amphitheatre, 1979)
19. "My Wife" (International Amphitheatre, 1979)
20. "Music Must Change" (International Amphitheatre, 1979)
21. "Pinball Wizard" (International Amphitheatre, 1979)
22. "Behind Blue Eyes" (Hammersmith Odeon, 1979)
23. "Love Reign O'er Me" (Shea Stadium, 1982)
24. "Boris the Spider" (Giants Stadium, 1989)
25. "I Can See for Miles" (Giants Stadium, 1989)
26. "See Me, Feel Me" (Giants Stadium, 1989)